# Гонолек масковий
Гонолек масковий (Laniarius luehderi) — вид горобцеподібних птахів родини гладіаторових (Malaconotidae). Мешкає в Центральній Африці.

## Поширення і екологія
Маскові гонолеки поширені в Камеруні, Анголі, Республіці Конго, Демократичній Республіці Конго, Екваторіальній Гвінеї, Габоні, Нігерії, Кенії, Руанді, Уганді, Бурунді, Танзанії та Південному Судані. Вони живуть в рівнинних і гірських тропічних лісах, вологих чагарникових заростях, на полях і плантаціях.